# Saison 5 de The Listener
Chronologie
Saison 4
Cet article présente les treize épisodes de la cinquième et dernière saison de la série télévisée canadienne The Listener.

## Synopsis
Toby Logan, jeune ambulancier, est un télépathe. Il a cette faculté de lire dans les pensées les plus intimes des gens depuis son enfance. Toby voyait au départ cette capacité comme une malédiction. Cependant, il partage ce secret avec son partenaire et meilleur ami Osman « Oz » Bey. Lorsqu'ils sauvent une femme avec l’aide du lieutenant Charlie Marks, Toby va rapidement se rendre compte qu’il peut utiliser son don pour aider et sauver des personnes.
Quand le lieutenant Marks se fait tuer, Toby décide de tout arrêter mais le sergent Michelle McCluskey, du IIB, fait appel à lui pour comprendre comment il obtient des informations que personnes ne pouvaient connaître. Toby décide alors de lui révéler son secret et lui demande de continuer à l'aider pour résoudre des enquêtes.

## Distribution

### Acteurs principaux
- Craig Olejnik (VF : Yann Peira) : Toby Logan
- Ennis Esmer (VF : Julien Sibre) : Osman « Oz » Bey
- Lauren Lee Smith (VF : Laura Préjean) : sergent Michelle McCluskey
- Rainbow Sun Francks (VF : François Delaive) : Dev Clark
- Peter Stebbings (VF : Vincent Ropion) : Alvin Klein, chef de McCluskey et Dev
- Melanie Scrofano (VF : Sylvie Jacob) : Tia Tremblay
- Kristen Holden-Ried (VF : Éric Aubrahn) : Adam, le mari de Michelle

### Acteurs récurrents
- Tara Spencer-Nairn (en) (VF : Magali Rosenzweig) : l'infirmière Sandy
- Ingrid Kavelaars (VF : Pascale Chemin) : le commissaire Nichola Martell
- Anthony Lemke (VF : Arnaud Arbessier) : sergent Brian Becker
- Natalie Krill : Alex Kendrick

### Invités
- Robert B. Kennedy : Don Perry (épisode 1)

## Production
Le 6 octobre 2013, la série a été renouvelée pour cette cinquième saison de treize épisodes.
En janvier 2014, la chaîne canadienne CTV annonce le lancement de la production de la saison à Toronto.

### Casting
Tous les acteurs de la saison précédente reprennent leur rôle pour cette cinquième saison.
L'acteur Anthony Lemke est annoncé au casting de cette saison pour reprendre son rôle du sergent Brian Becker qu'il avait incarné lors de la première et Natalie Krill intègre le casting.

## Liste des épisodes

### Épisode 1:Erreur judiciaire?
- Canada : 26 mai 2014 sur CTV[4]
- France : date inconnue sur 13e rue
- Québec : 6 avril 2016 sur AddikTV

- Canada : 957 000 téléspectateurs[5] (première diffusion + différé 7 jours)

- Robert B. Kennedy (Don Perry)

### Épisode 2:Nouveau patron
- Canada : 2 juin 2014 sur CTV
- Québec : 13 avril 2016 sur AddikTV

- Canada : 928 000 téléspectateurs[6] (première diffusion + différé 7 jours)

### Épisode 3:La Danseuse
- Canada : 9 juin 2014 sur CTV
- Québec : 20 avril 2016 sur AddikTV

- Canada : 961 000 téléspectateurs[7] (première diffusion + différé 7 jours)

### Épisode 4:Le Neuvième Cercle
- Canada : 16 juin 2014 sur CTV
- Québec : 27 avril 2016 sur AddikTV

- Canada : 1,075 million de téléspectateurs[8] (première diffusion + différé 7 jours)

### Épisode 5:Game Over
- Canada : 23 juin 2014 sur CTV
- Québec : 4 mai 2016 sur AddikTV

- Canada : 1,163 million de téléspectateurs[9] (première diffusion + différé 7 jours)

### Épisode 6:Un cerveau pour trois
- Canada : 30 juin 2014 sur CTV
- Québec : 11 mai 2016 sur AddikTV

- Canada : 1,097 million de téléspectateurs[10] (première diffusion + différé 7 jours)

### Épisode 7:Cauchemar en cuisine
- Canada : 7 juillet 2014 sur CTV
- Québec : 1er juin 2016 sur AddikTV

- Canada : 1,114 million de téléspectateurs[11] (première diffusion + différé 7 jours)

### Épisode 8:En campagne
- Canada : 14 juillet 2014 sur CTV
- Québec : 18 mai 2016 sur AddikTV

- Canada : 1,055 million de téléspectateurs[12] (première diffusion + différé 7 jours)

### Épisode 9:Le Fugitif
- Canada : 21 juillet 2014 sur CTV
- Québec : 25 mai 2016 sur AddikTV

- Canada : 1,139 million de téléspectateurs[13] (première diffusion + différé 7 jours)

### Épisode 10:Secrets de famille
- Canada : 28 juillet 2014 sur CTV
- Québec : 8 juin 2016 sur AddikTV

- Canada : 994 000 téléspectateurs[14] (première diffusion + différé 7 jours)

### Épisode 11:Mémoire perdue
- Canada : 4 août 2014 sur CTV
- Québec : 15 juin 2016 sur AddikTV

- Canada : 1,28 million de téléspectateurs[15] (première diffusion + différé 7 jours)

### Épisode 12:Innocent
- Canada : 11 août 2014 sur CTV
- Québec : 22 juin 2016 sur AddikTV

- Canada : 1,383 million de téléspectateurs[16] (première diffusion + différé 7 jours)

### Épisode 13:Parmi nous
- Canada : 18 août 2014 sur CTV[2]
- Québec : 29 juin 2016 sur AddikTV

- Canada : 1,342 million de téléspectateurs[17] (première diffusion + différé 7 jours)